# Heintrop-Büninghausen
Heintrop-Büninghausen – dzielnica (Ortsteil) wiejskiej gminy Lippetal w powiecie Soest, w kraju związkowym Nadrenia Północna-Westfalia, w rejencji Arnsberg.

## Demografia
Według danych z marca 2023 roku w Heintrop-Büninghausen mieszkało 364 mieszkańców. Według danych z marca 2025 roku liczba mieszkańców Heintrop-Büninghausen spadła do 350. 188 mieszkańców to mężczyźni, a 162 to kobiety.

## Geografia

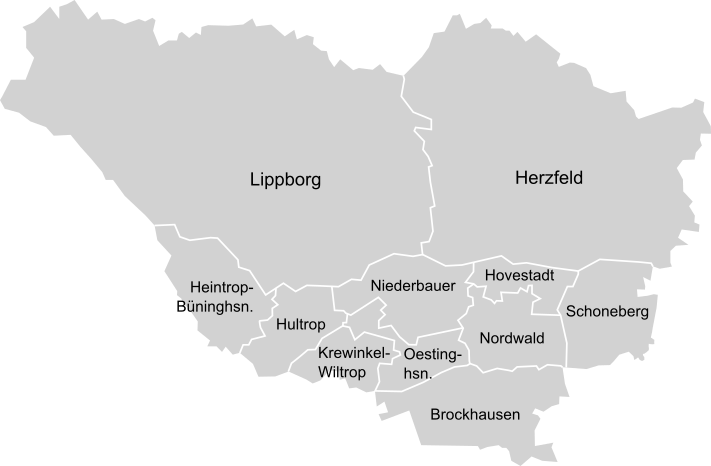
Dzielnice Lippetal

Heintrop-Büninghausen leży we wschodniej części Lippetal i graniczy z dwoma dzielnicami: Lippborg i Hultrop.

## Historia
Heintrop-Büninghausen w latach 1872–1877 roku była jeszcze gminą.